# Pavilon Z
Pavilon Z je výstavní hala na brněnském výstavišti dostavěná v roce 1959. S kruhovým půdorysem o průměru 124 m a kupolovitou střechou dosahující výšky 46 m tvoří architektonickou dominantu celého výstaviště. Autory návrhu z roku 1958 jsou Zdeněk Denk, Zdeněk Alexa a Ferdinand Lederer. S užitnou plochou 24 136 m² a objemem 290 000 m3 byl největším výstavním pavilonem v Československu. Jeho kopule má vršek ve výšce 30 m. 
Objekt je spolu s některými dalšími stavbami na Brněnském výstavišti chráněn jako kulturní památka.
Hlavní výstavní plochu obepíná kolem dokola v patře, které je přístupné po šesti schodištích, výstavní galerie. Exponáty je do ní možné vozit pomocí dvou nákladních výtahů. Nad první galerií se nachází ještě galerie druhá, kam je umožněn přístup po dvou schodištích. 
Pavilon byl vybudován pro příležitost 1. mezinárodního strojírenského veletrhu v letech 1958–1959. V roce 1989 byla provedena kompletní analýza dopadu koroze na konstrukci. V 90. letech byla konstrukce opravena a následně zpevněna. Rovněž bylo provedeno zateplení pavilonu.
Pavilon disponuje dvěma nákladními výtahy s celkovou nosností 4000 kg.